# كاميروتا
كاميروتا هي بلدة تقع في مقاطعة ساليرنو في منطقة كامبانيا الواقعة جنوب غرب إيطاليا.

## التاريخ
اسمها الجغرافي يمكن ان يكون قد أخذ من الكلمة اليونانية "καμαρὸτος"، والتي تعني منحني أو قوس؛ ومن المحتمل أيضا ان اسمها قد أخذ من الكلمة اللاتينية "camurus" والتي لها نفس المعنى.

## الجغرافيا

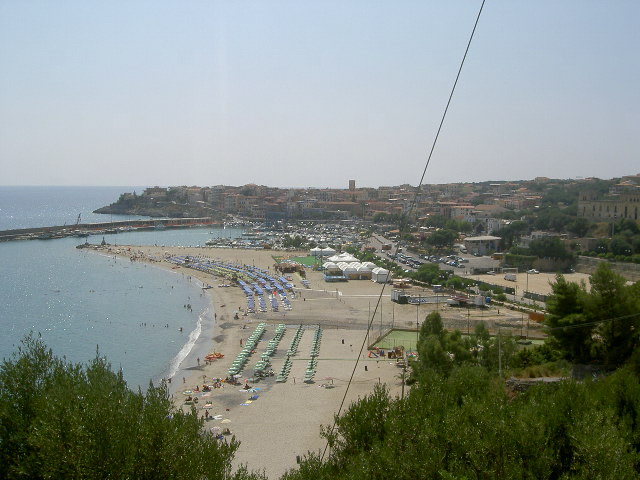
مارينا دي كاميروتا كما تبدو من التل

كاميروتا هي مدينة تل (مدينة مرتفعة) تقع في المنطقة الجنوبية من سيلينتو، 6 كم شمال ساحل سيلينتان. تقع البلدية على حدود سيل بلغيريا و سينتولا وروكاجلوريوزا وسان جيوفاني أ بيرو.

### فرازيوني
بلدية كاميروتا (1,585 نسمة في المدينة الرئيسية) تحتوي على 3 قرى صغيرة (فرازيوني): لينتيسكوسا، ليكوساتي ومارينا دي كاميروتا وتضم البلدية أيضا عدة مناطق مأهولة بالسكان، والتي تتكون أساسا من عدد قليل من المنازل المتناثرة أو المبعثرة. والمواقع هي: كالا داركونتي، وإيسكا ديلا كونتيسا، ولاسونتا، وليدو مينغاردو (أو سبياجيا مينغاردو)، ومونتي دي لونا، وبورتو إنفريشي.

## روابط خارجية
- Official website باللغة الإيطالية
- Camerota على مشروع الدليل المفتوح